# Peppino Fumagalli
Peppino Fumagalli (Monza, 5 settembre 1928 – Monza, 9 marzo 2015) è stato un imprenditore italiano.

## Biografia
Nato a Monza nel 1928, era l'ultimo dei quattro figli di Eden Fumagalli, fondatore e titolare della ditta Officine Meccaniche Eden Fumagalli (OMEF), inizialmente specializzata nella produzione artigianale di macchine utensili, e a partire dal dopoguerra in quella delle lavatrici per uso domestico. Dopo aver conseguito il diploma di perito meccanico, entrò nell'azienda paterna, divenuta Candy nel 1961, in cui si occupò della sua struttura amministrativa e commerciale, e di cui nel 1970 assunse la conduzione assieme al fratello maggiore Niso (1918-1990), in qualità di amministratore delegato.
Nel 1967-69, Fumagalli è stato presidente onorario della Virtus Pallacanestro Bologna, in quel periodo sponsorizzata dalla Candy.
Candy divenne una delle principali aziende italiane produttrici di elettrodomestici, e si espanse raggiungendo dimensioni internazionali nel corso degli anni ottanta-novanta. Nel 1985, Fumagalli propose a Vittorio Merloni, presidente e titolare della Merloni-Ariston di Fabriano, la creazione di una cordata italiana per salvare dal commissariamento la Indesit, a cui avrebbe partecipato anche Olivetti, ma l'offerta venne respinta dall'industriale marchigiano. Divenuto presidente dell'azienda di famiglia nel 1990, dopo la morte di Niso, mantenne tale carica fino al 1994, quando decise di cedere la conduzione della medesima ai suoi figli Aldo e Beppe, e ai nipoti Silvano, Maurizio ed Eden Fumagalli, figli del fratello.  Da allora ricoprì la carica di presidente onorario della medesima.
Nel 1998-2001 è stato componente del consiglio di amministrazione di Mediobanca, e nel 1999-2002 fece parte del comitato direttivo e del consiglio di amministrazione del Credito Italiano.
Nel 2010, il Comune di Milano gli ha attribuito il premio Le Nuove Guglie della Grande Milano, un riconoscimento dato a personalità che si sono distinte per l'impegno nella valorizzazione del tessuto economico, scientifico, tecnologico, sociale, culturale dell'area metropolitana milanese.

### Vita privata
Sposato e padre di quattro figli, è morto a Monza il 9 marzo 2015 all'età di 86 anni.